# تری اسکات
تری اسکات (انگلیسی: Terry Scott؛ ۴ مه ۱۹۲۷ – ۲۶ ژوئیهٔ ۱۹۹۴) یک هنرپیشه و کمدین اهل بریتانیا بود.
از فیلم‌ها یا برنامه‌های تلویزیونی که وی در آن نقش داشته است می‌توان به ادامه بده... تا بالای خیبر، ادامه بده اشاره کرد.